# Deposição da Cruz

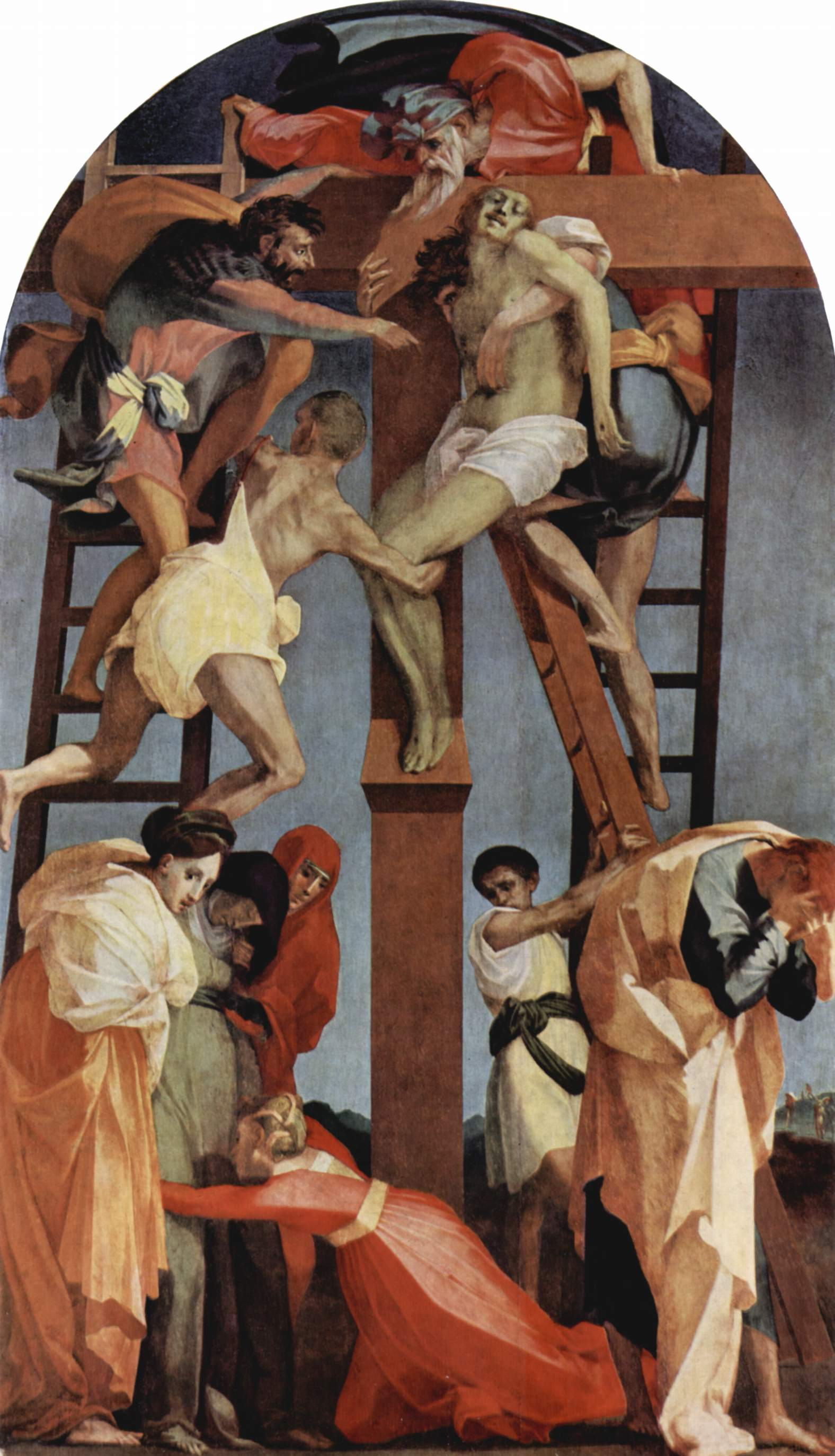
Deposição da Cruz.
1521. Por Rosso Fiorentino, no Museu de Volterra, na Itália.

A Deposição da Cruz (em grego: Ἀποκαθήλωσις; romaniz.: Apokathelosis) ou Deposição de Cristo é a cena, representada na arte, da retirada do corpo já morto de Jesus da cruz por José de Arimateia e Nicodemos, relatado em João 19:38–42. Na arte bizantina, o tema se tornou muito popular no século IX e, no ocidente, a partir do século X. A deposição é a décima-terceira das estações da Cruz.
Outras figuras, não mencionadas nos evangelhos canônicos, e que são geralmente incluídas nas representações são João Evangelista, que aparece às vezes ajudando Maria (no tema conhecido como Desmaio da Virgem), como é o caso na obra de Rogier van der Weyden, e Maria Madalena. O Evangelho de João menciona uma número indefinido de mulheres que teriam assistido à crucificação de Jesus, incluindo as chamadas "Três Marias". Elas e outras, além de homens também não nomeados, geralmente aparecem nas representações.

## Desenvolvimento da imagem
Mesmo nas primeiras representações, os detalhes, as posições e, especialmente, a pose do corpo de Cristo, variam. A cena era geralmente incluída nos ciclos medievais da Vida de Jesus ou da Paixão de Cristo, aparecendo entre a "Crucificação de Jesus" e o "Sepultamento de Jesus". A famosa cena conhecida como "Pietà", mostrando o corpo de Cristo no colo de Maria aparece por vezes entre as duas e é comum também como uma imagem individual, principalmente na escultura. O "Carregamento do Corpo", mostrando o corpo de Jesus sendo carregado até o seu túmulo, e a "Unção do Corpo de Cristo", mostrando o corpo deitado no túmulo (ou numa "pedra de unção" similar) são outras cenas menos famosas que podem aparecer. Esta última (vide Três Marias) é particularmente importante na arte ortodoxa, pois aparece no chamado Epitaphios.
Com o Renascimento, o tema se tornou popular como peça de altar, parcialmente por causa dos desafios da composição e a sua desejável forma vertical. A versão maneirista de Rosso Fiorentino é geralmente considerada a sua obra-prima e a peça de altar de Pontormo é, talvez, a sua obra mais ambiciosa. O tema foi pintado diversas vezes, por expoentes como Rubens e Rembrandt, que repetiu uma de suas pinturas (atualmente em Munique) numa versão grande, sua única majoritariamente em gravura,  além de duas outras águas-fortes sobre o mesmo tema.

## Alguns exemplos
- Codex Grecus 510 (bizantino do século IX, Bibliothèque Nationale, Paris)
- Codex Egberti (ca. 980, na biblioteca de Trier).
- Externsteine, (ca. séc. X).
- Toros Roslin (século XIII)
- A Deposição da Cruz, de Rogier van der Weyden (ca. 1435, Museo del Prado, Madrid)
- A Deposição da Cruz (1611–14, catedral de Antuérpia), de Rubens
- A Deposição da Cruz (1528), por Jacopo Pontormo, na capela Capponi na Igreja de Santa Felicita, em Florença.
- A Deposição da Cruz (entre 1432 e 1434, Museu Nacional de San Marco, Florença), por Fra Angelico.